# Kickapoo (sång)
Kickapoo är första låten i rockduon Tenacious D film Tenacious D: Världens bästa rockband från 2006 och även på soundtrackalbumet The Pick of Destiny.
Låten, som är döpt efter staden Kickapoo i Missouri, berättar sagan om Jack Black när han var ung. Han flyr från sitt hem och sin väldigt stränga och religiösa far för att bli rockstjärna. I filmen och låten så spelar Meat Loaf Jacks far och Ronnie James Dio spelar sig själv när Black ber till en affisch av honom.
När de uppför låten live så sjunger Kyle Gass Meat Loafs text och Jack Black sjunger Dios text som om han citerade honom.
Kickapoo framfördes live av Tenacious D den 2 december 2006 på Saturday Night Live. Under framträdandet bytte de ut fuck mot ordet freak, de bytte även ordet cock mot rock.